# Тихвинка (Тюменская область)
Тихвинка — упразднённая деревня в Абатском районе Тюменской области России. На момент упразднения входила в Партизанское сельское поселение. Исключена из учётных данных в 1990-е годы.

## География
Располагалась на востоке Абатского района, у западной границы анклава Омской области в урочище «Сакко и Ванцетти», на расстоянии примерно 9 километра (по прямой) к юго-западу от посёлка Партизан.

## История
Основана в 1895 году. В 1928 году посёлок Тихвинский состоял из 184 хозяйств. В административном отношении являлся центром Тихвинского сельсовета Крутинского района Омского округа Сибирского края.

## Население
| 1989 |
| ---- |
| 0    |

По данным переписи 1926 года в посёлке проживал 1061 человек (525 мужчин 536 женщин), основное население — русские.